# ۲۴ فریم
۲۴ قاب فیلمی ایرانی ساخته عباس کیارستمی است. این فیلم در حالی تکمیل شد که کیارستمی مراحل پایانی آن را در بیمارستان و در دوران نقاهت پیش برد.
این فیلم در بخش رویدادهای هفتادمین جشنواره فیلم کن به نمایش درآمد. او دو فیلم نخست این اثر را در مسترکلاسی که سال ۲۰۱۵ در جشنواره فیلم مراکش برگزار کرد، به نمایش گذاشت. اما هشت ماه پس از آن از دنیا رفت و تکمیل این پروژه به پسر بزرگ او احمد واگذار شد و خود کیارستمی نسخه کامل را هرگز ندید.
قرار است ۲۴ فریم در گروه هنر و تجربه اکران شود.

## خلاصه داستان
در این اثر که چیدمانی از فیلم و عکس است، ۲۴ فیلم کوتاه چهار و نیم دقیقه‌ای می‌بینیم که با جان‌بخشی به تصاویر ثابت آن هم از طریق تکنیک پرده سبز شکل گرفته‌است. این تصاویر ثابت اغلب عکس‌هایی هستند که کیارستمی در طول ۴۰ سال عکاسی کرده‌است.

## نظر منتقدان
ژان بروکس منتقد سایت گاردین به فیلم «۲۴ فریم» چهار ستاره داد و دربارهٔ فیلم می‌نویسد:
عباس کیارستمی با فیلم «مثل یک عاشق» در سال ۲۰۱۲ به بخش رقابتی جشنواره فیلم کن آمد، فیلمی که باعث می‌شد آدم سرش را بخاراند و طوری تمام می‌شد که مخاطب را آویزان رها می‌کرد. آن موقع، این کارگردان ایرانی از این کارش پشیمان هم نبود؛ می‌گفت صندلی‌های سینما باعث می‌شوند مخاطب تنبل بشود و علامت سؤال «بخشی از نشان‌گذاری زندگی است». حالا، تقریباً یک سال پس از مرگش در ۷۶ سالگی، کیارستمی با یک پروژه حیرت‌انگیز برگشته و به نظر می‌رسد با تأخیر، او به کن یک پایان داده‌است.